# Kostel Narození Panny Marie (Opatovec)
Kostel Narození Panny Marie v Košířích u Opatovce je filiálním kostelem farnosti Opatov. Na seznam kulturních památek byl zapsán 10. dubna 1964.

## Historie
První písemná zmínka o obci Opatovec pochází z roku 1347. Pozdně barokní stavba byla vystavěna roku 1793. Opravován byl následně roku 1844. Od roku 1859 byl kostel nějakou dobu farní dokud nebyla farnost přiřazena pod farnost Opatov v Čechách. Poslední rekonstrukcí kostel prošel roku 1997.

## Architektura
Kostel je jednolodní bezvěžová stavba se dvěma sanktusníky. Presbytář je pravoúhlý a neodsazený. Loď je zaklenutá třemi plackami. Na severní straně přiléhá ke stavbě sakristie zaklenutá valeně s lunetami. Nad vstupem do sakristie je letopočet 1844. Vstupní portál má kamenné ostění s ušima, v kterém jsou osazeny barokní dveře nebo jejich replika. Nalevo od nich je menší vstup s plechovými dveřmi. Střecha je sedlová, krytá eternitem, který nahradil původní břidlici. Na střeše umístěny dva sanktusníky zakončené lucernami. Profilace korunní římsy zanikla z větší části při opravách a dochovala se pouze východní straně presbytáře. Západní průčelí má uprostřed plochý rizalit, prostupující až do štítu členěného na dvě etáže, v horní části zachovány profilace říms. Severní a jižní stěna mají dvě půlkruhově zakončená okna. Nižší jsou také v závěru presbytáře. V severní stěně kostela je zazděn náhrobník kněze z první poloviny 19. století.
U kostela se nachází krucifix, pocházející z roku 1775.

## Vybavení
Rámový hlavní oltář pochází z roku 1881. Boční oltář zdobí socha Panny Marie Lurdské. Kazatelna je zdobena reliéfy evangelistů a je ze druhé poloviny 18. století.